# Gortys
Ne doit pas être confondu avec Gortyne.
Gortys (en grec ancien : Γόρτυς) ou Gortyna (Γόρτυνα), est une ville antique d'Arcadie près du Lousios (en), un affluent de l'Alphée.

## Histoire
Sous Pausanias elle a déjà perdu de sa splendeur. Il ne reste de nos jours que les murs de son acropole et son temple d'Asclépios a disparu.
Le site est situé près de Atsícholos.